# Heliadzi
Heliadzi (gr. Ἡλιάδαι trb. Heliadai) − w mitologii greckiej synowie boga Heliosa i nimfy Rode, wnukowie Posejdona. Byli astrologami, wprowadzili nowe praktyki w żeglarstwie i podzielili dzień na godziny. Najbardziej obdarzonym mądrością był Tenages. Makareus, Kandalos, Aktis i Triopas zazdrośni o wiedzę swego brata, Tenagesa, zamordowali go, a następnie uciekli. Pierwszy na Lesbos, pozostali na Kos, do Egiptu i do Karii. Ochimos i Kerkafos nie brali udziału w morderstwie i zostali na Rodos. Ochimos, najstarszy z braci, objął władzę i panował nad wyspą. Poślubił nimfę Hegetorię, która urodziła mu córkę Kidippę. Kydippe została żoną swego wuja Kerkafosa, który dziedziczył po swym bracie i panował po nim na wyspie. Miał trzech synów: Lindosa, Lalysosa i Kamejrosa, którzy podzielili kraj między siebie i założyli miasta noszące ich imiona. 
Heliadzi: 
- Aktis
- Auges
- Kandalos
- Kerkafos
- Makareus lub Makar
- Ochimos
- Tenages
- Thrinaks
- Triopas

Niektóre źródła podają, że Heliadów było siedmiu (Makareus, Kandalos, Aktis, Triopas, Tenages, Ochimos i Kerkafos), u Nonnosa z Panopolis występuje dwóch kolejnych (Auges i Thrinaks) a w literaturze można spotkać także siostrę braci Elektrjone lub Alektrone. 
Pindar w siódmej Odzie Olimpijskiej opisuje, że w czasie narodzin Ateny na wyspie Rodos, mieszkali tam Heliadzi, urodzeni przez nimfę Rodos synowie Heliosa, który nakazał im podążyć z ofiarą dla bogini, aby byli w tym pierwsi i aby stała się głównie ich patronką. Tak gorliwie się pośpieszyli, że zapomnieli wziąć ogień i złożyli ofiarę niepaloną. Do czasów historycznych przetrwały w rodyjskim mieście Lindos ołtarze czczonej tu Ateny, tym znamienne, że ofiarowywano na nich tylko płody ziemi i libacje, czyli ofiary płynne. Ateńczycy w owym pradawnym epizodzie upatrywali swój triumf nad Rodos, gdyż oni pośpieszyli wprawdzie jako drudzy, ale za to z ogniem, właśnie dlatego Atena otoczyła najbardziej ich miasto swoją opieką. Dobre intencje Rodyjczyków Atena też nagrodziła, jako patronka rzemiosł dała im zręczność do rzeźbienia posągów, które wydawały się wprost jak żywe.

## W kulturze
- Nonnos z Panopolis, Dionysiaca
- Pindar, Ody Olimpijskie
- Strabon, Geografia
- Diodor Sycylijski, Library of History
- Pseudo-Hyginus, Fabulae
- Księga Suda